# Värnamo község
Värnamo község (svédül: Värnamo kommun) Svédország 290 községének egyike.  Jönköping megyében található, székhelye Värnamo.

## Települések
A község települései:
| Település | Népesség | Megjegyzés         |
| --------- | -------- | ------------------ |
| Bor       | 1333     |                    |
| Bredaryd  | 1440     |                    |
| Forsheda  | 1486     |                    |
| Horda     | 364      |                    |
| Hånger    | 305      |                    |
| Kärda     | 309      |                    |
| Lanna     | 344      |                    |
| Rydaholm  | 1554     |                    |
| Värnamo   | 18469    | a község székhelye |